# Енгелберт Хумпердинк
Енгелберт Хумпердинк (Зигбург, 1. септембар 1854 — Нојштрелиц, 27. септембар 1921), био је немачки композитор, најпознатији по опери "Ивица и Марица",